# Wu Ruiting
Wu Ruiting (chinesisch 吳瑞庭; * 29. November 1995 in Dongguan) ist ein chinesischer Leichtathlet, der sich auf den Dreisprung spezialisiert hat.

## Sportliche Laufbahn
Erste internationale Erfahrungen sammelte Wu Ruiting 2017 bei den Weltmeisterschaften in London, bei denen er mit einer Weite von 16,66 m im Finale den neunten Platz belegte. Zwei Jahre später gelangte er bei den Weltmeisterschaften in Doha erneut bis in das Finale und belegte auch dort mit einer Weite von 16,97 m den neunten Platz. 2021 nahm er an den Olympischen Spielen in Tokio teil, verpasste dort aber mit 16,73 m den Finaleinzug. 2023 belegte er bei den Asienmeisterschaften in Bangkok mit 15,93 m den achten Platz und im Jahr darauf wurde er bei den Hallenasienmeisterschaften in Teheran mit 15,54 m ebenfalls Achter.
In den Jahren 2018 und 2020 wurde Wu chinesischer Meister im Dreisprung.